# بله، مادام (بازیگر ۱۹۳۳)
بله، مادام (انگلیسی: Yes, Madam) یک فیلم در سبک کمدی به کارگردانی لسلی اس. هیسکات است که در سال ۱۹۳۳ منتشر شد. از بازیگران آن می‌توان به فرانک پتینگل اشاره کرد.